# Obolnar
Obolnar [obólnar] je slovenski priimek, ki izvira iz severa pokrajine Dolenjske.

## Etimologija
V občini Ivančna Gorica se nahaja njen najvišji vrh Obolno z istoimenskim naseljem. Ni znano, ali priimek izhaja iz imena hriba ali obratno.

## Znani nosilci priimka
- Dragan Obolnar, kriminalist
- Sabina Obolnar, urednica in publicistka